# Рождественський Микола Миколайович
Рождественський Микола Миколайович (* 22 березня (4 квітня) 1878, Москва — 2 лютого 1952, Донецьк) — український радянський хімік. Професор Донецького індустріального інституту (тепер Донецький національний технічний університет) (з 1922). Праці присвячені органічній хімії і методиці викладання хімії.

## Біографія
Народився в місті Москві, в сім'ї дворянина. Закінчив Харківський технологічний інститут (1897 — 1904) і одержав спеціальність інженера-технолога (хімія барвників).
Працював як вільнослухач у лабораторії Київського університету (дослідження синтезу бета-оксикислот). Викладач сільськогосподарського училища, вищих жіночих курсів і Донського політехнічного інституту (1905 — 1914, м. Новочеркаськ).
1914 року був у науковому відрядженні в Німеччині (м. Дармштадт), працював у лабораторії професора Фрідлендера, займався синтезом індигоїдів і одночасно вивчав німецькі фабрики барвників. У Донбасі вивчав роботу коксохімічних заводів (1915).
На запрошення у 1922 р. переходить працювати в Донецький гірничий технікум (нині ДонНТУ) на посаду професора. Із 1933 р. зав. кафедри «Органічна хімія». Заслужений діяч науки УРСР (1945).
У довоєнний період вів велику організаційну і навчально-методичну роботу з метою вдосконалення і розвитку навчального процесу в рамках усього інституту. Багато уваги приділяв написанню підручників для ВНЗ, створенню ефективних методичних розробок. Наукові розробки його присвячені дослідженням барвників, питанням фотополімеризації стиролу, хлористого вінілу і т. д.

## Нагороди
- орден Трудового Червоного Прапора (29.06.1945)
- ордени
- медалі